# Enjo Waltschew
Enjo Dimow Waltschew (bulgarisch Еньо Димов Вълчев; * 4. Januar 1936 in Polski Gradez, Oblast Stara Sagora; † 15. Februar 2014) war ein bulgarischer Ringer. Er war 1964 Olympiasieger in Tokio im freien Stil im Leichtgewicht.

## Werdegang
Enjo Waltschew begann als Jugendlicher beim Verein Minor Dimitrowgrad mit dem Ringen. Er entwickelte sich zu einem hervorragenden Freistilringer, der bald zu den bulgarischen Spitzenclubs ZSKA Sofia und Lewski-Spartak Sofia wechselte. Auf der internationalen Ringerbühne erschien er erstmals bei der Weltmeisterschaft 1959 in Teheran, wo er im Leichtgewicht auf Anhieb Vize-Weltmeister wurde. Er gewann dabei fünf Kämpfe und unterlag lediglich dem sowjetischen Ringer Wladimir Sinjawski.
1960 gewann Waltschew bei den Olympischen Spielen in Rom im Leichtgewicht die Bronzemedaille. Er siegte dabei u. a. gegen den bundesdeutschen Meister Horst Bergmann aus Lichtenfels nach Punkten und unterlag wiederum nur gegen Wladimir Sinjawski.
Im Jahr 1960 startete er in einem Länderkampf gegen die Bundesrepublik Deutschland im Leichtgewicht gegen Klaus Rost aus Witten und besiegte diesen nach Punkten. Auch 1963 und 1964 bestritt er Länderkämpfe gegen die BRD und siegte dabei wieder gegen Horst Bermann und gegen Klaus Rost.
An der Weltmeisterschaft 1961 in Yokohama konnte Waltschew nicht teilnehmen, weil Bulgarien keine Mannschaft entsandte. 1962 war er aber bei der Weltmeisterschaft in Toledo/USA wieder dabei und wurde mit fünf Siegen und einem Unentschieden gegen Robert Dschaganadse aus der UdSSR erstmals Weltmeister. 1963 konnte er diesen Erfolg nicht wiederholen. Er gewann nur zwei Kämpfe, rang gegen den Iraner Abdollah Movahed unentschieden, unterlag gegen den sowjetischen Ringer Sarbeg Beriaschwili und landete auf dem 6. Platz.
Bei den Olympischen Spielen 1964 in Rom konnte Waltschew gegen Sarbeg Beriaschwili erfolgreich Revanche nehmen, rang gegen Abdullah Movahed wieder unentschieden und gewann seine übrigen Kämpfe und wurde so vor Klaus Rost aus der BRD Olympiasieger.
In den Jahren 1965, 1966 und 1967 war Enjo Waltschew nicht ganz so erfolgreich wie in den Jahren bis 1964. Er unterlag bei den Weltmeisterschaften jener Jahre zweimal gegen den überragenden Abdollah Movahed und erreichte 1965 den 4. Platz, 1966 den 6. Platz und 1967 den 3. Platz. Den 3. Platz belegte er auch bei der Europameisterschaft 1967 in Istanbul, wo nur eine überraschende Niederlage gegen den Schweden Jan Karlsson seinen Titelgewinn verhinderte.
Sehr erfolgreich war Waltschew dann wieder 1968. Zunächst wurde er in Skopje Europameister im Leichtgewicht und dann gewann er bei den Olympischen Spielen in Mexiko-Stadt die Silbermedaille. Er gewann dabei u. a. gegen Klaus Rost, Wayne Wells aus den USA u. Jan Karlsson und unterlag wieder gegen Abdullah Movahed.
Das Jahr 1969 verlief für Waltschew ähnlich wie das Jahr 1968. Er wurde im heimischen Sofia Europameister und belegte bei der Weltmeisterschaft in Edmonton den 2. Platz hinter Abdullah Movahed.
Nach dieser Meisterschaft trat Enjo Waltschew als aktiver Ringer zurück. Für seine Verdienste um den Ringersport wurde er im September 2005 in die FILA International Wrestling Hall of Fame aufgenommen. Er starb im Februar 2014 an den Folgen eines schweren Schlaganfalls.

## Internationale Erfolge
(OS = Olympische Spiele, WM = Weltmeisterschaft, EM = Europameisterschaft, F = freier Stil, Le = Leichtgewicht, bis 1960 bis 67 kg, von 1961 bis 1968 bis 70 kg u. ab 1969 bis 68 kg Körpergewicht)
- 1959, 2. Platz, WM in Teheran, F, Le, mit Siegen über Roger Bielle, Frankreich, Adolf Franke, DDR, Muhamad Ashraf-Din, Pakistan, Unentschieden gegen Hayrullah Sahin, Türkei u. Gyula Tóth, Ungarn u. einer Niederlage gegen Wladimir Sinjawski, UdSSR;
- 1960, Bronzemedaille, OS in Rom, F, Le, mit Siegen über Horst Bergmann, BRD, Amir Jan Khalunder, Afghanistan, Hayrullah Sahin, Mustafa Tajik, Iran u. Bong Chang-Won, Südkorea u. einer Niederlage gegen Wladimir Sinjawski;
- 1962, 1. Platz, "Dan-Kolew"-Turnier in Sofia, F, Le, vor Musa Aliew, Bulgarien u. Hoffmann, Ungarn;
- 1962, 1. Platz, Balkan-Spiele in Athen, F, Le, vor Hathazi, Rumänien u. Civelek, Türkei;
- 1962, 1. Platz, WM in Toledo/USA, F, Le, mit Siegen über Gregory Ruth, USA, Kurt Fedier, Schweiz, Fritz Boger, BRD, Kazuo Abe, Japan u. Osvaldo Ferrari, Italien u. einem Unentschieden gegen Robert Dschaganadse, UdSSR;
- 1963, 6. Platz, WM in Sofia, F, Le, mit Siegen über Klaus Rost, BRD u. Garibaldo Nizzola, Italien, einem Unentschieden gegen Abdollah Movahed, Iran u. einer Niederlage gegen Sarbeg Beriaschwili, UdSSR;
- 1964, Goldmedaille, OS in Tokio, F, Le, mit Siegen über Than Kook Chin, Malaysia, Arto Savolainen, Finnland, Udey Chand, Indien u. Klaus Rost, einem Unentschieden gegen Abdullah Movahed u. trotz einer Niederlage gegen Sarbeg Beriaschwili;
- 1965, 4. Platz, WM in Manchester, F, Le, mit Siegen über Alfred Friedrich, Schweiz, C. Otto, Südafrika u. Erkki Penttilä, Finnland u. Niederlagen gegen Sarbeg Beriaschwili, Abdullah Movahed u. Mahmut Atalay, Türkei;
- 1966, 5. Platz, WM in Toledo/USA, F, Le, mit Siegen über Sarbeg Beriaschwili u. Werner Holzer, Schweiz, einem Unentschieden gegen Seyit Ahmet Ağralı, Türkei u. einer Niederlage gegen Tong Ku-Jung, Südkorea;
- 1967, 3. Platz, EM in Istanbul, F, Le, mit Siegen über Waldemar Dasal, Polen, Bruno Hartmann, Österreich, Seyit Ahmet Ağralı u. Klaus Rost, einem Unentschieden gegen Sarbeg Beriaschwili u. einer Niederlage gegen Jan Karlsson, Schweden;
- 1967, 3. Platz, WM in Neu-Delhi, F, Le, mit Siegen über Jan Karlsson, Raul Lopez, Mexiko, Udey Chand u. Akihiro Sato, Japan, einem Unentschieden gegen Sarbeg Beriaschwili u. einer Niederlage gegen Abdullah Movahed;
- 1968, 1. Platz, EM in Skopje, F, Le, mit Siegen über Kemal Dagdeviren, Türkei, Wolfgang Quente, DDR, Ibrahim Yonuzi, Jugoslawien u. Klaus Rost u. einem Unentschieden gegen Juri Gussow, UdSSR;
- 1968, Silbermedaille, OS in Mexiko-Stadt, F, le, mit Siegen über Jan Karlsson, Wayne Wells, USA, Muhamad Taj, Pakistan u. Seyit Ahmet Ağralı, einem Unentschieden gegen Sarbeg Beriaschwili u. einer Niederlage gegen Abdullah Movahed;
- 1969, 1. Platz, EM in Sofia, F, Le, mit Siegen über Károly Buzas, Ungarn, Tadeusz Godyn, Polen, Josef Engel, CSSR u. Nodar Chochaschwili, UdSSR u. einem unentschieden gegen Nihat Kabanli, Türkei;
- 1969, 2. Platz, WM in Edmonton, F, Le, mit Siegen über Nodar Chochaschwili, Dandsandardschaagiin Sereeter, Mongolei u. Segundo Olmedo, Panama u. einer Niederlage gegen Abdullah Movahed